# Pinkelwurst

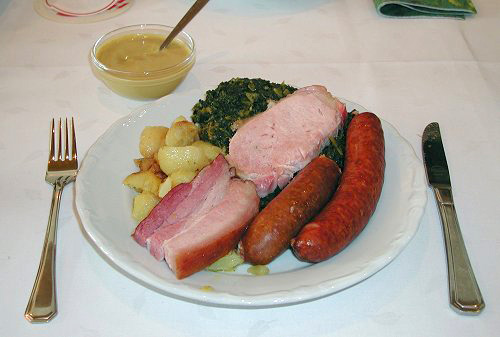
Plato con col verde como acompañamiento de una salchicha Pinkel algunos trozos cocidos de carne de cerdo ahumado y bacon

La Pinkelwurst (En alemán de Frisia procede de pinkeln que significa "mear", en referencia al hecho que después de ahumar la salchicha, se cuelgan las salchichas en una barra, y la grasa gotea (parecido a lo que le pasa al jamón ibérico); el alemán del norte dice 'la salchicha está meando'("Die Wurst pinkelt")) se trata de una salchicha ahumada con abundantes hierbas, muy conocida en la cocina alemana especialmente en el norte de Alemania, y particularmente en la comarca de Oldenburg y Bremen así como en las Frisias. Esta salchicha se come exclusivamente con col verde (Grünkohl) en invierno.

## Elaboración
Normalmente se elabora de tocino, hierbas aromáticas, avena o cebada, grasa de la carne de ternera, manteca de cerdo, cebollas, sal, pimienta y otras especias. La receta exacta y la composición de la salchicha es uno de los tesoros mejor guardados de los carniceros de la zona, lo cierto es que cada de ellas sabe ligeramente diferente de la otra y puede llegar a cambiar de sabor según cada pueblo. Las pinkelwurst de muy alta calidad se denominan en alemán como Fleisch-Pinkel (Pinkel de carne).

## Usos
La salchicha servida con col verde (Grünkohl mit Pinkel)  es un plato muy tradicional de la comarca de Bremen y Oldenburg, tanto es así que en el mes de diciembre se organizan tours turísticos denominados Kohl-und-Pinkel-Touren (también "Kohlfahrten") donde se exponen el cultivo de la col verde y la degustación de platos típicos.